# Шаповал Юрій Олександрович

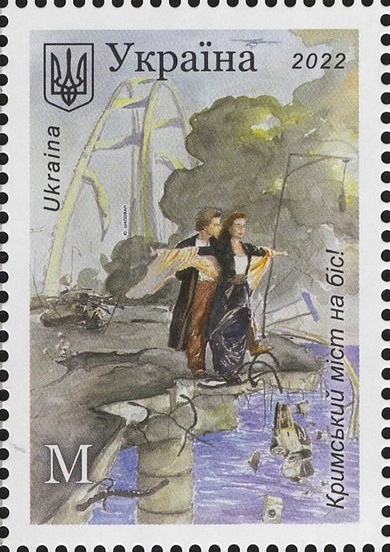
Поштова марка України «Кримський міст на біс!» (2022) за малюнком Юрія Шаповала

Юрій Олександрович Шаповал (нар. 17 серпня 1984, смт Прилуки, Чернігівська область) — український художник. Автор поштової марки України «Кримський міст на біс!» (2022).

## Життєпис
Юрій Шаповал народився 17 серпня 1984 року в смт Прилуки, нині Прилуцької громади Прилуцького району Чернігівської области України.
Закінчив Національний університет «Полтавська політехніка імені Юрія Кондратюка» (спеціальність — бухгалтер).
Малює з дитинства. Захоплюється образотворчим мистецтвом з 2010 року.
У 2015 році картина Юрія Шаповала «Григорович — проти» з'явилася на поштовій марці, яку випустили представники Української Асоціації Нової Зеландії до 200-річчя від дня народження Тараса Шевченка. Робота «Дівчинка з птахою» прикрашає головний офіс «Baykar» в Туреччині.
Персональні виставки в містах Полтава (2010, 2020), Маріуполі (2012), Обзор та Поморіє (2012, Болгарія), Києві (2013, 2014, 2017), Львові (2014, 2018), Кропивницькому (2015), Івано-Франківську (2016). Твори зберігаються в музеях і приватних колекціях в Україні, Росії, Словаччині, Німеччині, Польщі, Італії, Франції, Канаді, США та інших країнах.